# 六ヶ所村核燃料再処理事業反対運動
六ヶ所村核燃料再処理事業反対運動（ろっかしょむらかくねんりょうさいしょりじぎょうはんたいうんどう）とは日本原燃が青森県六ヶ所村で行っている核燃料サイクル事業に対する反対運動である。特に、2008年に本格稼動を予定していた六ヶ所再処理工場に対して強い反対が起きている。
六ヶ所再処理工場を中核とする日本原燃の使用済み核燃料再処理事業に対して日本国内では強い反対運動が起こっており、訴訟や本の出版、映画製作、講演会など様々に展開されている。主なものを以下に示す。

## 反対運動の一覧

### 核燃サイクル阻止1万人訴訟
「原子力発電はあまりにも危険であり、また原子力発電を推進する人々の言葉は嘘やごまかしばかり」との立場から、本施設を含む4事業の認可取り消しを求めて提訴。2007年12月、最高裁判所で敗訴が確定した。このグループは事業認可取り消しを求めて複数の訴訟を並行して行っているが、放射性物質による地下水汚染と設備の耐震性を争点とした訴訟は2006年6月に1審敗訴、2審では被告である原燃のデータ隠蔽が裁判所によって認定されたが、控訴そのものは棄却された。

### STOP ROKKASHO
音楽家の坂本龍一らによる、主にポピュラー文化商品の製作者を中心とした反対運動STOP ROKKASHO。このグループは講談社より『ロッカショ：2万4000年後の地球へのメッセージ』(2007年）という本も出版している。この内容に対し「エネルギー戦略研究会」有志、『エネルギーフォーラム』、山名元（京都大学原子炉研究所・教授）らは事実と異なる部分があまりにも多いと主張している。

### 六ヶ所村ラプソディー
反原発論者で、本施設にも反対の立場である鎌仲ひとみが「中立の立場で」制作したとする映画『六ヶ所村ラプソディー』。この映画は各地で反原発の立場の論者の講演会とセットになった自主上映会が開催されている。代表的な講演者は鎌仲ひとみ、田中優、冨田貴史、木下デヴィッド（プロサーファー）である。

### グリーンピース・ジャパン
国際的環境保護団体グリーンピース (NGO)による反対運動。六ヶ所再処理工場から40年間に渡って排出される放射能により、全世界で1万5000人のガン死亡者が増加すると主張している。

### 『六ヶ所再処理工場』に反対し放射能汚染を阻止する全国ネットワーク（阻止ネット）
日本の食糧自給率の向上などを目指した消費者運動を軸にする7つの呼びかけ団体（生活協同組合あいコープみやぎ、生活協同組合連合会きらり、生活協同組合連合会グリーンコープ連合、生活クラブ事業連合生活協同組合連合会、大地を守る会、NPO法人日本消費者連盟、パルシステム生活協同組合連合会）が600余りの賛同団体とともに、37万9,469筆(2008年1月28日現在)の署名運動や、メッセージカード、集会とパレード、国会の院内集会で反対運動をしている。「汚染された食品を食べない運動」ではなく、「消費者が、生産者と連携して、六ヶ所再処理工場による環境や食品の放射能汚染を阻止する運動」であることが特徴である。
2009年8月に「六ヶ所再処理工場に関する衆議院議員選挙立候補予定者アンケート」の結果を公表した。回答の傾向として、民主党、共産党、社民党に所属する議員は、工場の稼働による「風評被害対策をとること」「農水産物の汚染による人への被ばくの予防措置をとること」「地震対策に万全を期すこと」「稼働を中止すること」それぞれに賛成している。逆に、自民党所属の大半の方々からは回答を得られなかったが、木村太郎は「日本の安全基準とその技術は世界一のレベルであり、安全は確保されている。原子力エネルギーは最もエコである」との持論を展開されたと報告されている。

### パタゴニア
アウトドア用品メーカーのパタゴニアは原子力資料情報室や「六ヶ所村ラプソディ」に依拠して本事業に反対の立場を表明し、ウェブサイト内に本事業を非難するコーナーを設けていた

## 議論
本施設に対する反対運動の主な主張と、それに対する各種の反論・再反論を以下に示す。なお、これらの主張は必ずしも科学的に実証された主張ではなく、論争の最中である。

### 六ヶ所再処理工場からの放射能は1日で原発1年分に相当する
反対運動をしている人々は、六ヶ所再処理工場が本格稼動した場合に空と海に放出する放射能が1日分で原発1年分になるので、本施設の稼働は中止すべきだと主張している。
- 反論 - これについて電気事業連合会は、そもそも日本の原子力発電所が1年間に排出する放射性物質は極めて少ないし、人体あたりの年間被曝量で計算すると約0.022ミリシーベルトとなり、日本国内での自然放射線量の地域差（最大で年間0.4ミリシーベルト)以下であると反論している[17]。また、六ヶ所再処理工場が本格稼働した際に1日に排出する放射能は通常の原発の180倍程度であり、さまざまな経路を経て実際に人への影響を考える放射線量では約1.6倍程度である[18]という岩手県議会での答弁がある。
- 再反論 - 年間被曝量約0.022ミリシーベルトになるという計算そのものが、仮定の上に仮定を重ねた架空のシミュレーション計算結果であり信頼できない[19]。

### 六ヶ所再処理工場から排出される放射性物質が青森の米や魚を汚染する
青森県は「本施設の稼働後には、米の炭素14が1kgあたり90ベクレル、魚のトリチウムが1kgあたり300ベクレル放射能で汚染される」と予測している。国内の原子力施設で、日常的に環境や食糧を放射能汚染する施設は、六ヶ所再処理工場が初めてである。
こうしたものは口にしたくないという意見が存在しているが、こうした情報が一人歩きすることで風評被害が発生することを懸念する声もある。汚染された食品を食べない運動ではなく、生産者と消費者が手を結んで環境や食品を汚染させないための反対運動が展開されている。
- 反論 - 青森県は、炭素14やトリチウムは自然界にも存在する放射性物質であること、こうした放射性物質の増加に伴う人間一人当たりの被曝線量の増加は年間0.006ミリシーベルト、年間0.0004ミリシーベルトであること、この線量の数値は「六ケ所再処理工場の近くに住み、敷地周辺で生産される農畜産物や前面海域で漁獲される海産物（海産物への放射性物質の濃縮も考慮しています。）を毎日食べ続け、ほぼ毎日漁業を営むという仮定」の上であること、元々自然界から人間が受けている線量の地域差は上記の増加分の数値よりも大きいことを指摘している[20]。
- 再反論 - 原発反対運動ウェブサイトの一つである美浜の会は、放射線被曝に関する国際的規準である国際放射線防護委員会を批判した欧州放射線リスク委員会の勧告を紹介している。この勧告における公衆被曝の年間限度量は0.1ミリシーベルトであり、これは上記の被曝線量増加分のおよそ17倍にしかならない。

### 六ヶ所再処理工場から海中に放出される放射能が三陸の海産物を汚染する
田中優は、再処理施設が海中に放出する放射性物質は太平洋には拡散せず、親潮に乗って三陸沖の漁場に滞留し、生物濃縮によって魚介類に蓄積するので、再処理施設の稼働は中止すべきであると主張している（前出動画資料参照）。
水産学者の水口憲哉は、田中と同様の事実認識にもとづき、「六ヶ所再処理工場は、今世紀最大の海洋汚染の発生源」と形容したとされる。

### 六ヶ所再処理工場から日常的に放出する放射能によって、世界全体で1万5000人が癌で死亡する
グリーンピースは、ロンドン大学のバーソロミュー・メディカル・カレッジで放射線生物学の学位を取得した環境コンサルタント、イアン・フェアリー(Ian Fairlie）に委託して作成させた報告書を2008年2月に発表した。
この報告書によると、六ヶ所再処理工場が1年間の本格稼働で地球全体の集団線量（環境に放出する放射性物質から地球上のすべての人々が受ける被曝放射線量を合計した推計値）が7400[人・Sv]になるとし、これを「直線しきい値無し仮説」を採用した上で比例計算により評価すると「毎年、世界でおよそ370人が癌で死亡すると計算される」としている。予定されている40年間、再処理工場が最大能力の運転を休み無く続けた場合では「世界全体で1万5000人が癌で死亡する」としている。
国際連合の原子放射線の影響に関する国連科学委員会(UNSCEAR)は、全世界で合計250[GW・年]の原子力発電を100年間続けた場合の地球全体の最大集団線量を1500[人・Sv]と推算しており、六ヶ所再処理工場の影響はその約5倍になる。
- 反論1 - この「直線しきい値無し仮説」は科学的に実証されたものではなく、有効性に疑問を呈する研究者も多い。
- 反論2 - フェアリーが同報告書中で用いている「person Sv(人・Sv)」という単位は、集団線量を表す為の単位であり、実際にこのような被曝が起こるかどうかは別問題である。例えば100万人の集団が0.000001シーベルトずつ被曝した場合の集団線量は1人・Svである。前出7400人・SVという数字を2007年の推定世界人口である66億人で割ると、1人あたりの被曝線量はおよそ0.00000112シーベルトとなり、フェアリーが発ガン率の推定に用いた1人あたり1シーベルトを遙かに下回る数値である。こうした極めて低い線量もまた有意な発ガン率の増加をもたらしうるとするのが、前出の「直線しきい値無し仮説」を真とする立場である。2007年12月に発行されたICRPによる新勧告では、集団線量は生物学的にも統計的にも不確定であり、微小な被曝を大人口に掛け合わせてがんの死亡を計算するような使い方は「is not reasonable and should be avoided」とされている[27]。
- 再反論 - 極微量の放射線が確率的に発がん因子になることを認めてしまっては、放射能を扱う産業の多くが活動できなくなるので、推進派は当然この論理を認めたくないと考えている[28]。しかし、ミクロにみて放射線が確率的に遺伝子を損傷することは否定しがたい事実[29]であり、その事実をマクロにみて評価する手法が集団線量[30]である。
- 補足 - この報告書には、他にも「日本原燃と日本政府によるトリチウム、炭素14、クリプトン85、ヨウ素129の放出管理目標値の計算値は、フランスのラ・アーグ工場およびスイスのPWRの数値と比較した場合、矛盾する部分があるので、推定値の計算プロセスを具体的に公開すべきである。」「時間範囲を切り縮めない地球全体の集団線量による損失は、六ヵ所再処理工場の操業による利益を優に超える可能性がある。ただし実際の集団線量はヨウ素129の除去プロセスが設計値通りの動作をするかどうかに決定的に依存する。」「六ヶ所再処理工場からの推定放出量から見込まれる年集団線量は、セラフィールド再処理工場のおよそ4倍、ラアーグ再処理工場のおよそ1.3倍である。」「六ヶ所再処理工場からの放出核種量が大きいのは、1999年に他の二工場が再処理したそれより高い燃焼度の核燃料を再処理することになるためである。」などの指摘を行っている。現在のところ、日本原燃など再処理事業を推進する立場からの反論は発表されていない。

### イギリスやフランスの再処理工場周辺では白血病が増えているので、六ヶ所再処理工場でも同様の事態が懸念される
イギリス（セラフィールド）やフランス（ラ・アーグ）の再処理施設周辺では、小児白血病が増えている。このような再処理工場は稼動してはならない。
- 反論 - セラフィールドやラ・アーグ周辺の白血病については、イギリス、フランスの政府機関が調査を行い、白血病の発症率が有意に高いことが明らかとなった[32][33]。しかし、再処理施設は他にも多数存在するし、原子力関連施設との関係を示す証拠も見つかっていない[34]という原燃の反論がある。
- 反論2 - セラフィールドでは80年代から放出量が低減化され、現在の放出基準は過去の数十～百分の一となっており[35]、原子力安全委員会によると、2005年にセラフィールド再処理施設から放出された放射性物質による実効放射線量の増加分（1人あたり約220マイクロシーベルト）に比べても、六ヶ所村再処理施設の推測値はその1/10である[36]。
- 再反論 - 六ヶ所再処理工場がプルトニウムを扱う施設であることに変わりはなく、たとえ平常運転時の排出量がセラフィールドの場合より少ないものであっても、地震その他の事故が発生したときに漏洩することは十分に想定できる。そのプルトニウムは数百年から数千年間堆積して生物を脅かす。実際、セラフィールドからのプルトニウム排出量は1/1000に減少したが、環境中のプルトニウム濃度は減少していない[37]。

### 六ヶ所再処理工場で製造されるプルトニウムは使い道がない
プルサーマルを利用する高速増殖炉の実用化の計画は年々遅れており実現する見込みがないと小出裕章は2004年に述べた。福島県や新潟県は再処理施設で製造されるプルトニウムを用いたプルサーマル発電を拒否しているし、高速増殖炉も計画が難航しているので、プルサーマル発電は日本国内では実施出来ない。よって再処理施設も不要であるとの指摘が提出されている。
- 反論 - 平成24年以降に軽水炉でMOX燃料として使用する予定であるし[40]、2006年には佐賀県の九州電力・玄海原子力発電所3号機でプルサーマル発電を行う計画が地元自治体に了承されている[41]。また、2008年1月には福井県の西川一誠知事が高浜原発で2010年までにプルサーマル発電を開始する計画に同意し、2008年2月には静岡県知事が浜岡原発でのプルサーマル計画推進を申し入れている。更に、高速増殖炉構想についても計画が断念されたわけではなく、原型炉「もんじゅ」が2009年2月に運転再開の予定であり、2008年8月には実証炉の開発協力について日仏米が覚書を取り交わしている[42]。

### 六ヶ所再処理工場は日本が核武装するためにある
六ヶ所再処理工場で取り出すことのできるプルトニウムは、不安定なプルトニウム240の含有量が高くて原子爆弾の製造には不向きである。しかし、核燃料サイクルで計画されている高速増殖炉と組み合わせることにより、原子爆弾の製造が可能な兵器級のプルトニウムを生産可能になる。

### 六ヶ所再処理工場が年間に海に放出する放射能は47000人分の致死量に相当する
田中優は、再処理施設が海中に放出する放射性物質が年間で47000人分の致死量にもなり、しかもこれは太平洋には拡散せずに海流の影響で三陸から関東の沿岸に滞留すると指摘している（前出動画資料参照）。

### 六ヶ所再処理工場で製造される物質であるプルトニウムは角砂糖5個分で日本が全滅する猛毒である
川田龍平は参議院でプルトニウムについて「角砂糖が五個で日本人全員、日本の住んでいる人口全員の致死量、史上最悪の毒性と言われる」と言及した。
- 反論 - 電気事業連合会は2006年にプルトニウムから発せられるアルファ線は皮膚表面で止まるため身体に影響はないとした[46]。

### 六ヶ所再処理工場は過大な費用がかかるので中止すべきである
原子力資料情報室などは、本施設の建設・維持にかかる費用が過大であり、また当初示されていた費用を遙かに超えていることを問題視し、最終的に国民の支払う電気料金が押し上げられると指摘し、再処理工場の稼働を中止すれば最終的な負担は大幅に軽減出来るとし、再処理工場の稼働を中止するよう求めている。
- 反論 - 日本原燃は費用の額について直接はコメントしていないが、日本のエネルギー面での安全保障を考えた時に、ウランを代替しうる核燃料としてのプルトニウムは必要であることが、国家の長期政策として決定されていると回答している[48]。
- 再反論 - 再処理を前提とした国の長期政策は見直す必要がある。

また、原子力資料情報室は、電気事業連合会の試算が稼働率100%を前提としているので、実際の費用はこの試算より必ず増えるとしている。
- 反論 - 電気事業連合会は、稼働率は定格を前提として試算されており、定格より5%稼働率が上がった場合は、それによって増える分の再処理費用をそれによって減る分の中間貯蔵費用・ウラン代が上回る為、全体では300億円の費用減、また稼働率が5%下がった場合には500億円の費用増になるとの試算を示している[49]。

### 六ヶ所村核燃料再処理工場からプルトニウムが排出され、三陸から房総半島先端の沿岸部のサーファーに劣化ウラン弾被害と同じような被害をもたらす
田中優はセラフィールド再処理施設がプルトニウムを排出したことを根拠に、本施設からもプルトニウムが海中に排出されるとしている。田中によると、プルトニウムは恐るべき猛毒であり、「少しでも入ってくるとすぐ白血病がおこったり骨髄腫がおこったり」するとし、プルトニウムは水に溶けにくい物質であるが、水に溶けにくい物質を水の中に入れると気泡の中に集まる性質があるので、海面近くで息を吸い込むことが多いサーファーに劣化ウラン弾と同様の被害をもたらすと主張している(田中、前出動画)。
- 反論 - 六ヶ所再処理工場は2007年3月31日より実際に使用済み燃料を用いて本稼働と同じ条件でプルトニウムを製造する「アクティブ試験」[50]を開始しているが、日本原燃の定例報告データ上では、プルトニウムの放出はアクティブ試験開始後も検出されていない[51]。
- 再反論 - 青森県は海水中のプルトニウムが1リットルあたり0.05Bqになると予測[20]している。さらに、これから40年間の稼動のなかで、地震が起きたり、どのような事故を発生させるか判らない。そのときに、危険なプルトニウムが多量に放流される可能性がある。事故と不良施工を繰り返す日本原燃[52]にプルトニウムを扱う資格がない。

### 再処理工場の直下に未知の活断層がある
渡辺満久・中田高らの研究グループは2008年5月、再処理工場の直下にこれまで知られていなかった活断層を発見したと日本地球惑星科学連合大会で発表。最大でM8程度の地震が発生する可能性があるとし、耐震性を再確認すべきであるとした。
- 反論 - 事業者である日本原燃は3日後に反論を自社ウェブサイトに掲載。研究グループによる「出戸西方断層と大陸棚外縁断層が繋がっている」との主張については、両者の活動年代が数十万年ズレており、また方向も異なっているので、連続したものではないと主張した。また現在、工場の耐震性は国による審査を受けている最中であること、新しい知見が得られればそれを地震対策に反映させるつもりがあることを示した[54]。

### アメリカのプルトニウム政策と六ヵ所再処理工場
中村政雄(元読売新聞論説委員)の取材によると、アメリカ連邦政府周辺の核不拡散政策関係者は六ヵ所再処理工場におけるプルトニウム抽出が北朝鮮にウラン再処理の口実を与えているとの理解で一致しており、また北朝鮮以外のアジア諸国が今後ウランを再処理してプルトニウムを抽出しようとする際にも、その正当性を主張する論拠として日本のプルトニウム抽出が引き合いに出されることを懸念しているとされる。
アメリカ政府は1988年の日米原子力協定があるので公式に六ヵ所再処理工場への反対はしていないが、代わりにロックフェラー財団などの有力財団が出資している核管理研究所と天然資源保護協会という組織が六ヵ所再処理工場反対運動に秘かに協力している可能性があることを中村は指摘している。

## 同調者
日本弁護士連合会は2006年に六ヶ所再処理工場のアクティブ試験についての会長声明を出した。
参議院議員の川田龍平は、9万人強の反対署名を受ける形で、2007年11月27日の参議院環境委員会において、この問題についての質問を行った。